# Rödvattenssjön
Rödvattenssjön är en sjö i Örnsköldsviks kommun i Ångermanland och ingår i Moälvens huvudavrinningsområde. Sjön är 18 meter djup, har en yta på 0,422 kvadratkilometer och befinner sig 378 meter över havet. Sjön avvattnas av det 6 km långa vattendraget Rödvattensbäcken som rinner ner till Isnotrödvattnet och Stor-Uttersjön som i sin tur avvattnas av Utterån, ett biflöde till Moälven (Ångermanland). Vid provfiske har abborre, bäckröding, lake och röding fångats i sjön.
Lappmarksleden börjar i byn Rödvattnet som ligger vid Rödvattenssjön..

## Delavrinningsområde
Rödvattenssjön ingår i det delavrinningsområde (707528-160459) som SMHI kallar för Inloppet i Isnotrödvattnet. Medelhöjden är 377 meter över havet och ytan är 16,09 kvadratkilometer. Det finns inga avrinningsområden uppströms utan avrinningsområdet är högsta punkten. Utterån som avvattnar avrinningsområdet har biflödesordning 2, vilket innebär att vattnet flödar genom totalt 2 vattendrag innan det når havet efter 82 kilometer. Avrinningsområdet består mestadels av skog (82 procent). Avrinningsområdet har 0,42 kvadratkilometer vattenytor vilket ger det en sjöprocent på 2,6 procent.

## Galleri

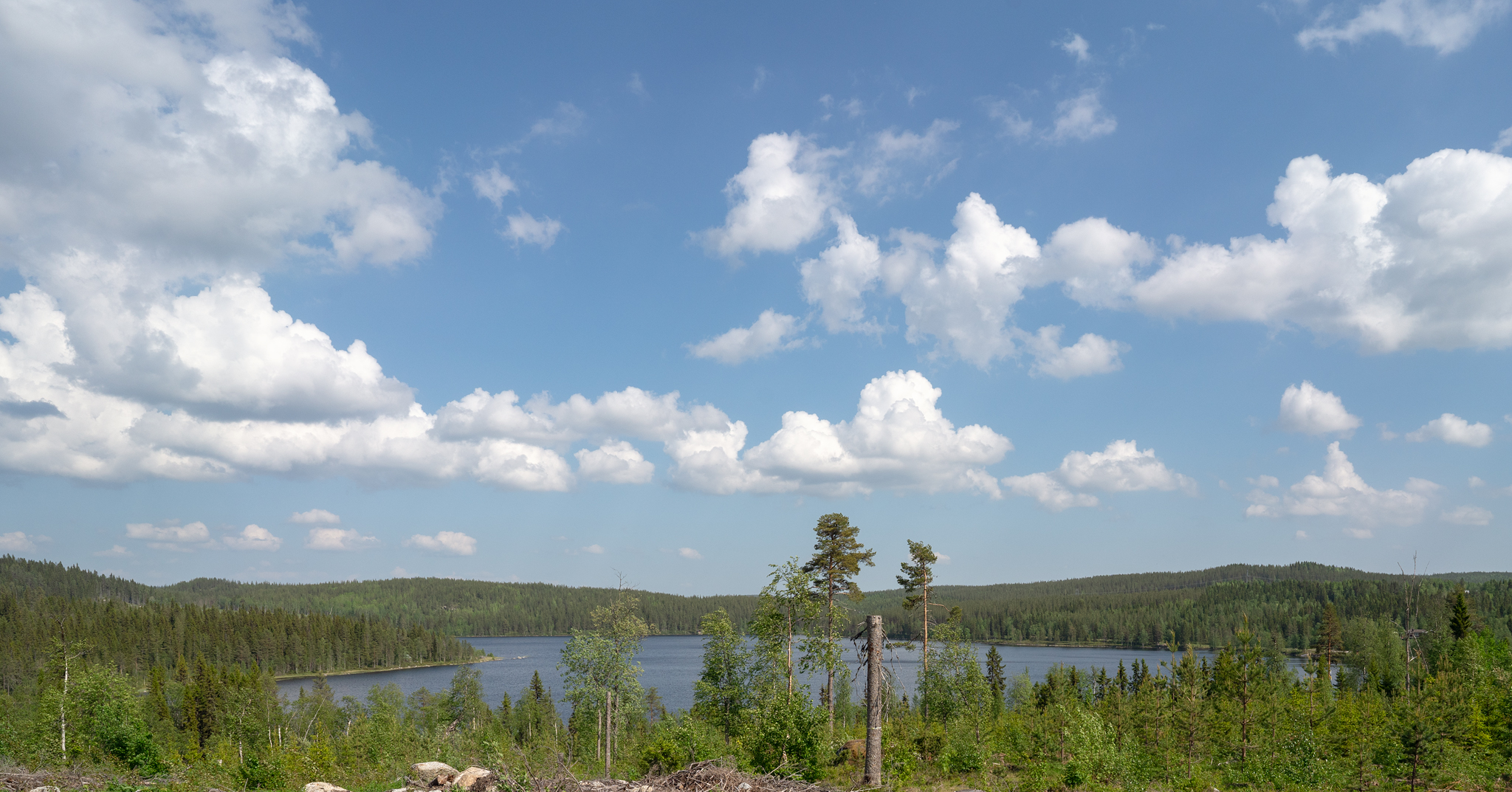
Rödvattenssjön från östra sidan av Ollebacken.